# ラガツォイ
ラガツォイ (Lagazuoi) は、イタリア共和国ヴェネト州ベッルーノ県にあるファネス山塊 (イタリア語: Gruppo di Fanis、ドイツ語: Fanesgruppe) の山である。コルティーナ・ダンペッツォ (Cortina d'Ampezzo) の西約10 kmに位置する。標高28,357 m。

## 地理
北に開口がある馬蹄形の稜線を持ち、南側は急峻な崖、稜線の内側は北向きの緩い斜面になっている。南端の崖下はファルツァーレゴ峠 (passo di Falzàrego)、西側の谷はヴァルパローラ峠 (passo Valparola) である。
ファルツァーレゴ峠からのロープウェイ乗り場の西にラガツォイ小屋 (rifugio Lagazuoi, 2.752 m) があり、その北西にある2,778 mのピークはピッコロ・ラガツォイ (Piccolo Lagazuoi) と呼ばれる。標高が最も高いのは山の東の縁にあるラガツォイ・スッド (Lagazuoi sud, 2,835 m) である。この岩峰の北に並ぶラガツォイ・ディ・メッツォ (Lagazuoi di mezzo, 2,750 m)、ラガツォイ・ノルド (Lagazuoi nord, 2,804 m) をあわせてグランデ・ラガツォイ (Grande Lagazuoi) と呼ばれる。

## 歴史

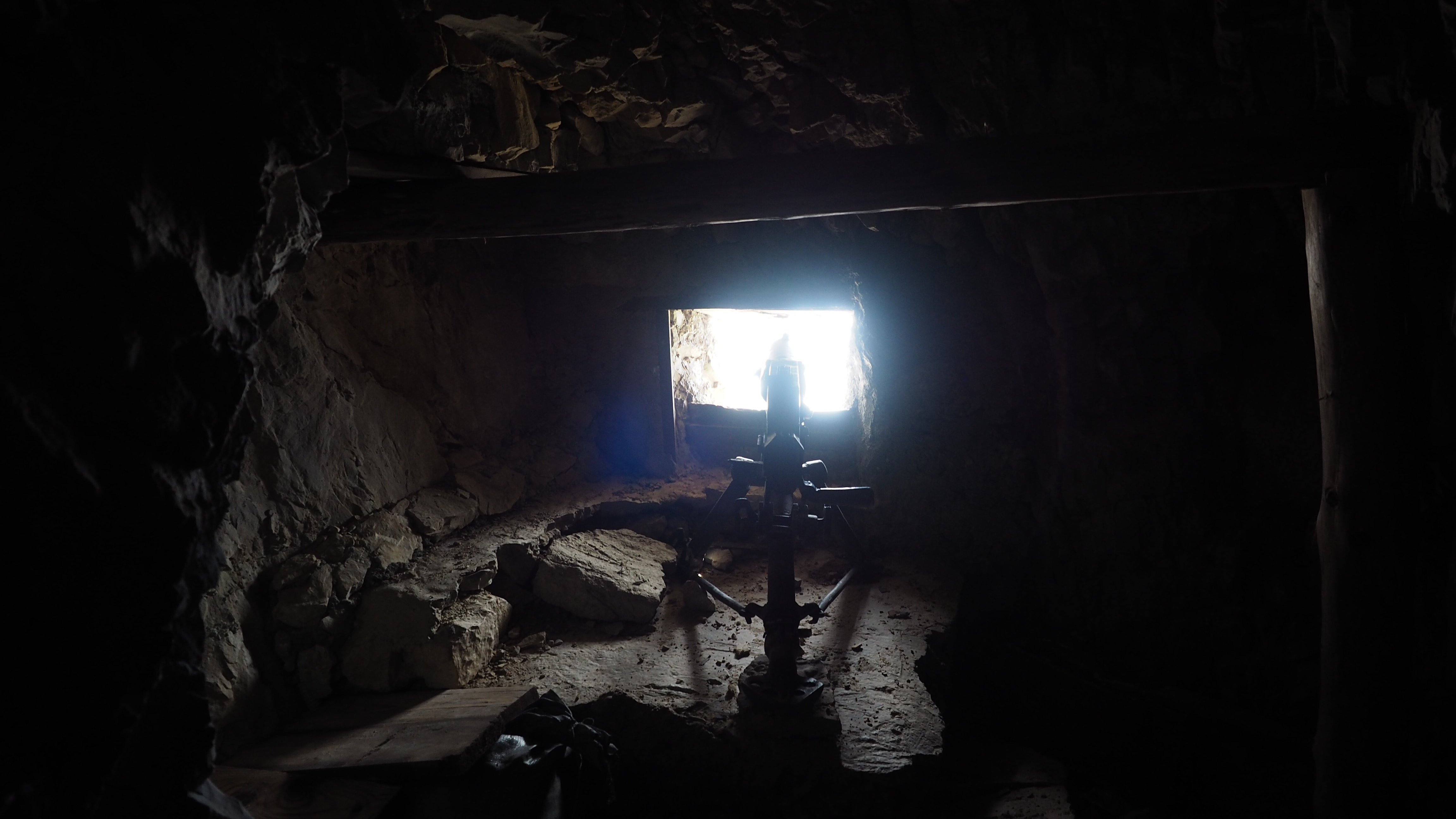
オーストリア軍陣地の銃眼と機関銃

第一次大戦中、オーストリア軍は、ピッコロ・ラガツォイからグランデ・ラガツォイに至る崖の上から、コルティーナ・ダンペッツォとファルツァーレゴ峠を繋ぐ道を制していた。この道はイタリア軍のチンクェトッリへの補給路である。イタリア軍は崖の途中のマルティーニ岩棚 (Cengia Martini) に拠点を置いて対抗し、オーストリア軍はイタリア軍を岩棚から排除しようとした。岩棚名はイタリア軍のEttore Martini少佐に因む。
最初、オーストリア軍はロールボンベン (rollbomben) と呼ぶ、鋳鉄製の玉に火薬を詰めた爆弾を落としてイタリア軍陣地を表面から攻撃した。1916年7月からは、イタリア軍陣地に向かうトンネルを掘り始める。イタリア軍も対抗してトンネルを掘り、坑道戦になった。1917年5月22日22時、オーストリア軍は24トンの火薬により幅140 m高さ200 mの岩を破壊した。この爆発により岩棚の拠点にいたイタリア軍兵士のほとんどが犠牲になった。

## ギャラリー

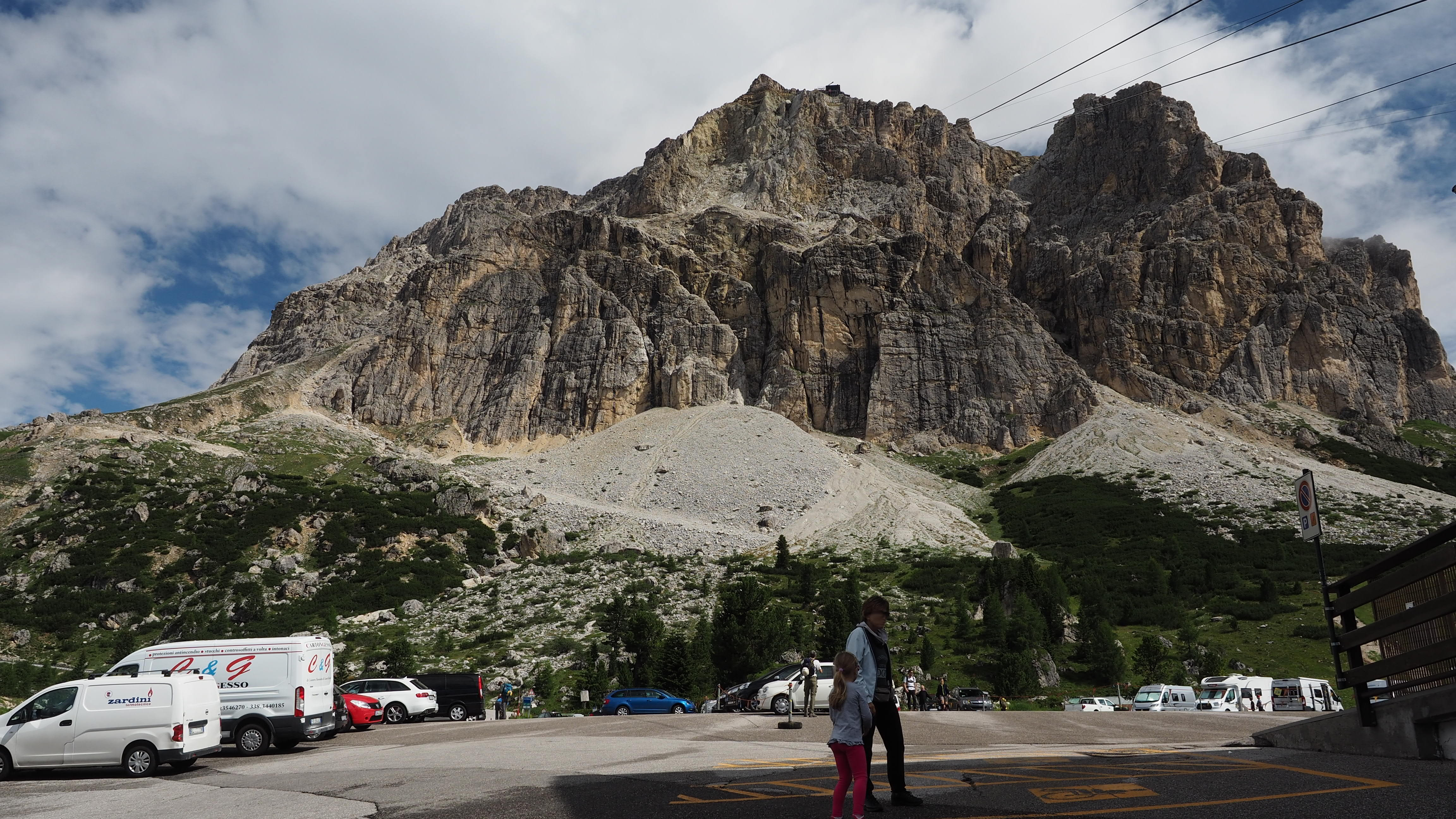
ラガツォイ南面。
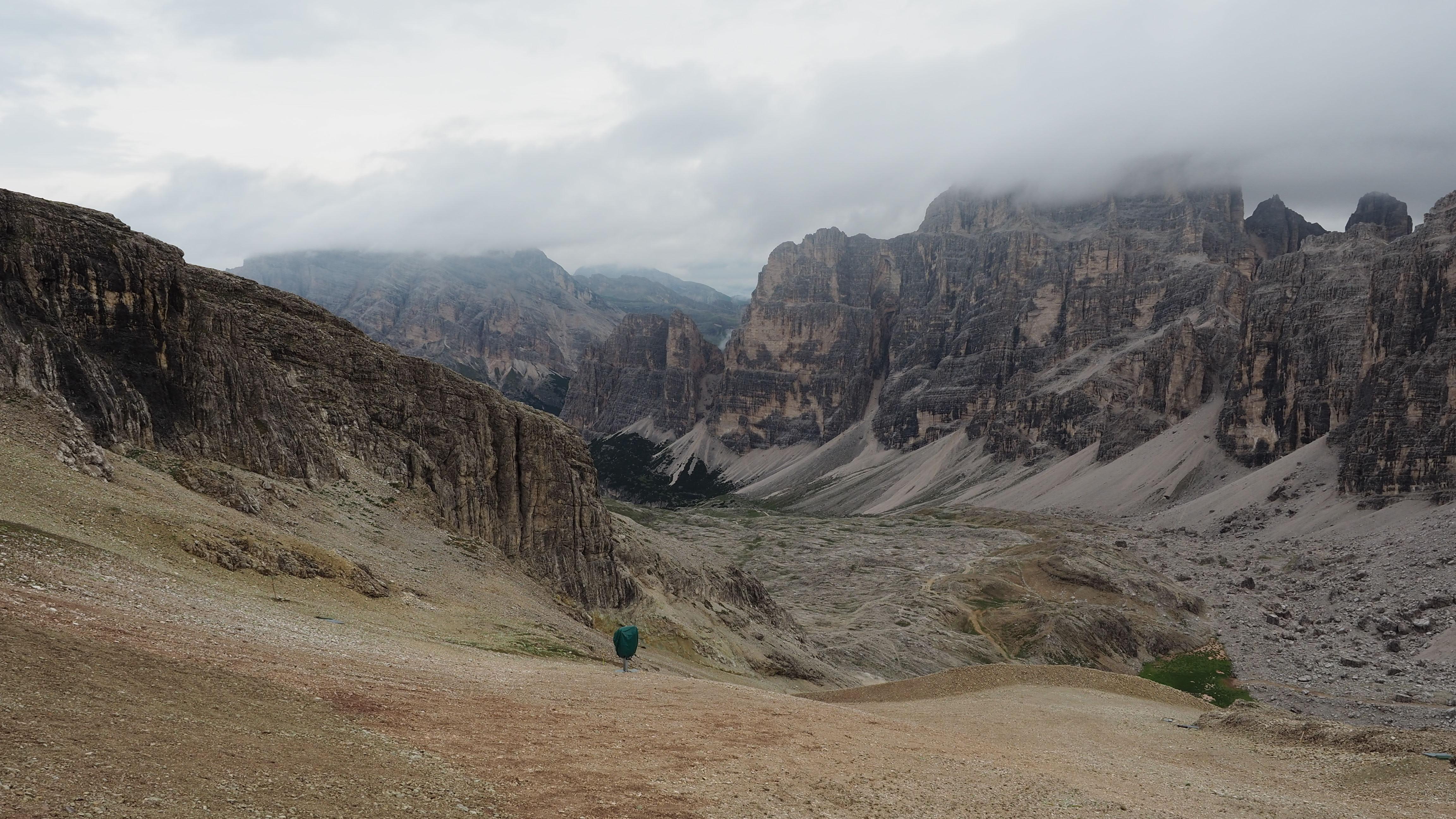
稜線の内側北東方面の眺め。
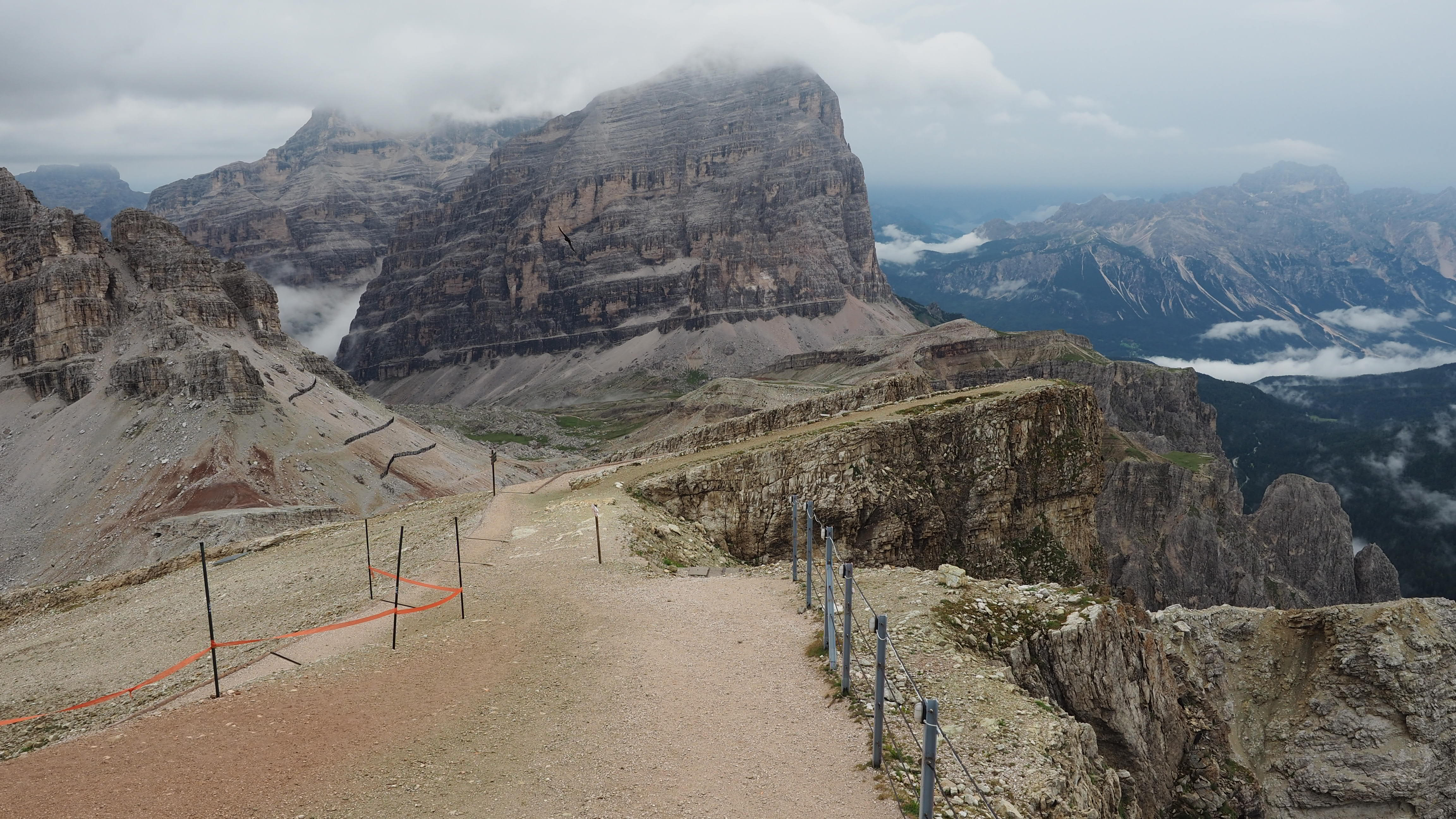
南端崖上西方向の眺め。正面はトファーナ・ディ・ローゼス (Tofana di Rozes)